# وليد حسني
وليد حسني ممثل مصري .

## عن حياته
ممثل مصرى شاب يقوم ببعض الادوار الشبابية له العديد من الأعمال التلفزيونية والسينمائية .

## أعماله

### في المسلسلات
- مشاعر في البورصة
- بنات عمري
- أصحاب المقام الرفيع

### في السينما
- فيلم الأكاديمية

## روابط خارجية
- وليد حسني على موقع الدهليز
- وليد حسني على موقع قاعدة بيانات الأفلام العربية